# Moritz von Strachwitz
Moritz Karl Wilhelm Anton von Strachwitz (født 13. marts 1822, død 11. december 1847) var en tysk digter.
Han studerede Jura i Breslau og Berlin, hvor han var Medlem af det litterære »Tunnel«-Selskab,
blev Referendar i Grottkau, levede senere paa sit Gods Schebetau i Mähren. Hans Lyrik er
præget af Temperament og Vilje. Han er ogsaa i sin Digtning en absolut Aristokrat, der hader
Filistrene og Plutokratiet. Han debuterede med »Lieder eines Erwachenden« (1842, 5. Opl.
1855), senere fulgte »Neue Gedichte«, »Gedichte« (samlet Udg. 1850, 8. Opl. med Indledning af
K. T. Weinhold 1891. Senere optrykt hos Reclam Nr 1009—10). Af hans ypperste Digte
kan nævnes Balladerne »Das Herz von Douglas«, »Helges Treue« og »Pharao«, samt »Germania«.